# جایزه بزرگ آلمان ۱۹۷۰
جایزه بزرگ آلمان ۱۹۷۰ (انگلیسی: ‎1970 German Grand Prix‎) یک مسابقهٔ موتوری در رشتهٔ اتومبیل‌رانی فرمول یک بود که در تاریخ ۲ اوت ۱۹۷۰ در هوکنهایمرینگ واقع در هوکنهایم، آلمان برگزار شد. این گراند پری در میان ۱۳ گراند پری در فصل ۱۹۷۰، مسابقهٔ شمارهٔ ۸ بود.
در این مسابقه که در ۵۰ دور و به مسافت ۳۳۹٫۴۵ کیلومتر (۲۱۰٫۹۲۴ مایل) برگزار شد، پول پوزیشن توسط ژاکی ایکس کسب شد و سریع‌ترین زمان برای طی یک دور پیست که برابر با ۲:۰۰٫۵ بود نیز توسط ژاکی ایکس به ثبت رسید.
جوهن رایندت از تیم لوتوس-فورد، ژاکی ایکس از تیم فراری و دنی هیولم از تیم مک‌لارن-فورد به‌ترتیب مقام‌های اول تا سوم مسابقه را کسب کردند.

## رده‌بندی قهرمانی پس از مسابقه
|       | جایگاه | راننده      | امتیاز |
| ----- | ------ | ----------- | ------ |
|       | ۱      | جوهن رایندت | ۴۵     |
|       | ۲      | جک برابام   | ۲۵     |
| ۱     | ۳      | دنی هیولم   | ۲۰     |
| ۱     | ۴      | جکی استوارت | ۱۹     |
|       | ۵      | کریس ایمون  | ۱۴     |
| منبع: |        |             |        |

|       | جایگاه | سازنده      | امتیاز |
| ----- | ------ | ----------- | ------ |
|       | ۱      | لوتوس-فورد  | ۵۰     |
|       | ۲      | مارچ-فورد   | ۳۳     |
|       | ۳      | برابام-فورد | ۲۹     |
|       | ۴      | مک‌لارن-فورد | ۲۷     |
| ۲     | ۵      | فراری       | ۱۶     |
| منبع: |        |             |        |

یادداشت
- تنها پنج جایگاه نخست از هر رده‌بندی نمایش داده شده‌است.